# Habuba Kabira

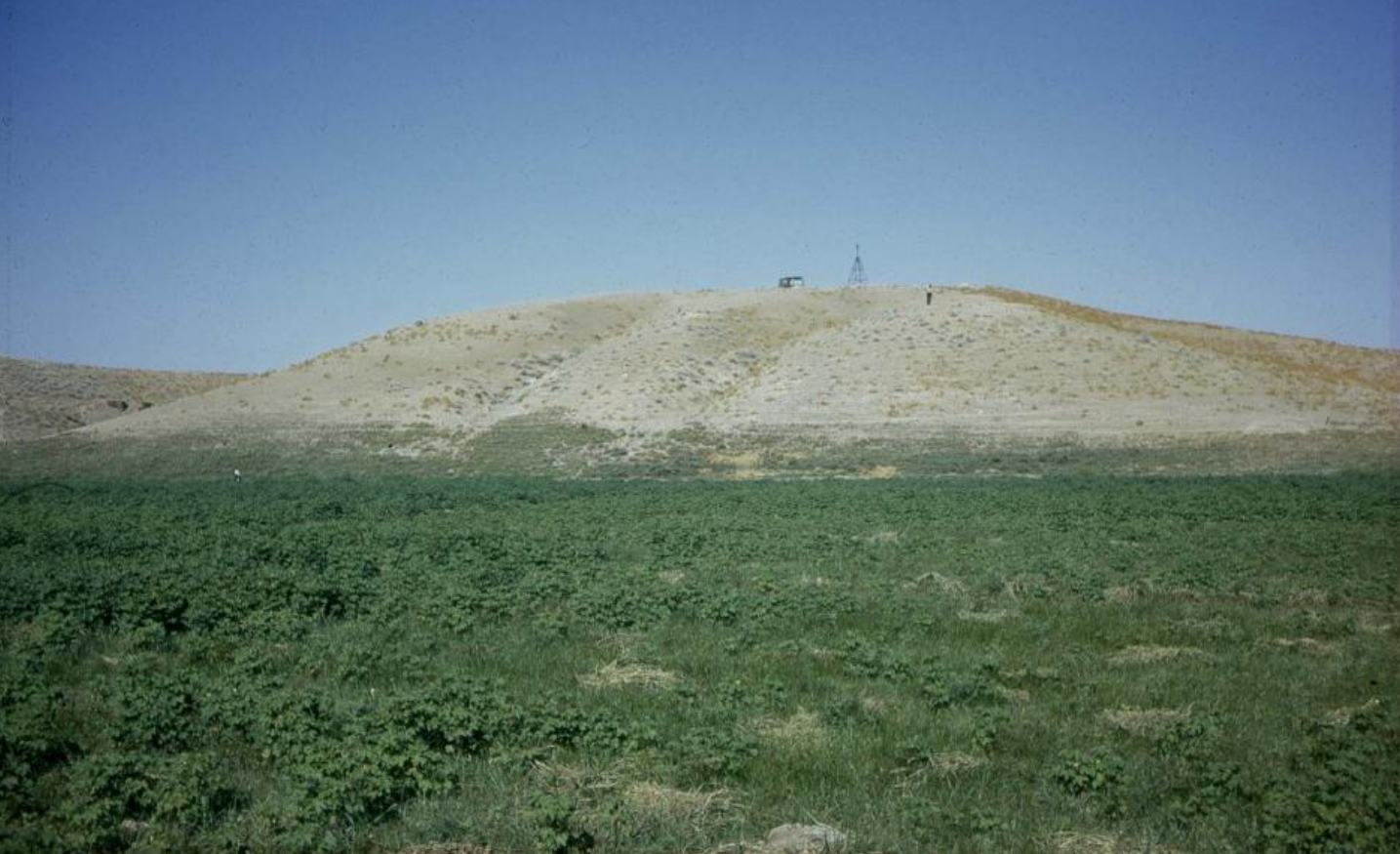
Habuba Kabira Süd

Habuba-Kabira ist eine archäologische Fundstätte des Chalkolithikums am Euphrat im Bereich der Tabqa-Talsperre in Syrien. Sie wird der Uruk-Kultur zugerechnet, die im rund 1300 km weiter flussabwärts, im Südirak liegenden Uruk beheimatet ist. Erforscht wurde Habuba Kabira zwischen 1969 und 1975 im Rahmen einer Rettungsgrabung von einem Team der Deutschen Orientgesellschaft unter Leitung von Ernst Heinrich und Eva Strommenger. Ein südlich innerhalb der Stadtgrenzen gelegener Ruinenhügel mit dem Namen Tall Qannās wurde unter Leitung André Finets von einem belgischen Team untersucht.

## Anlage der Siedlung

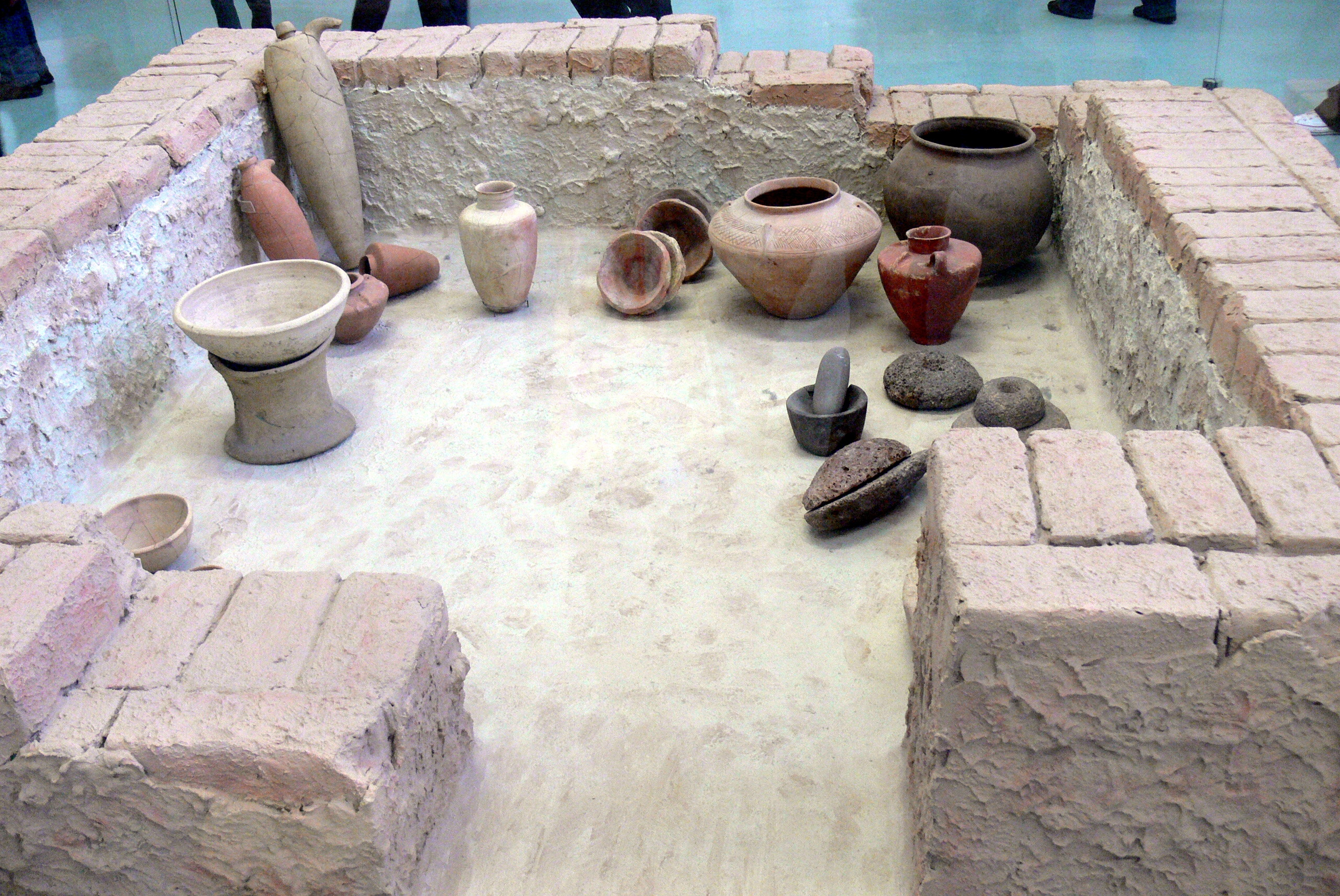
Rekonstruktion eines Hauses aus Habuba Kabira, Vorderasiatisches Museum, Berlin

Habuba Kabira wurde in der Mitte des 4. Jahrtausends v. Chr. gegründet und bereits nach etwa ein bis zwei Jahrhunderten wieder aufgegeben. Dadurch war es möglich, größere Flächen dieser Siedlung freizulegen, da diese durch keine späteren Überbauungen bedeckt waren.
Habuba Kabira maß etwa 18 Hektar, wovon 10 Hektar von einer Stadtmauer umgeben waren. Diese Mauer hatte eine Dicke von 3 Metern und war regelmäßig mit Türmen versehen. Ihr war mindestens ein weiterer Wall vorgelagert. Die Stadt war durch zwei mit Wachzimmern gesicherte Tore zugänglich, die beide Gegenstand der deutschen Ausgrabungen waren.
Die Hauptstraßen innerhalb der Siedlung waren entweder in Nord-Süd- oder in Ost-West-Richtung angelegt und sorgfältig mit Schotter und Kies befestigt – ein Hinweis darauf, dass es sich bei Habuba Kabira um eine prähistorische Planstadt handelt. Darauf deutet auch das ausgeklügelte Entwässerungssystem der Siedlung, welches aus Keramik-Abwasserleitungen bestand.

## Funde und Befunde
In Habuba Kabira finden sich zahlreiche Architekturüberreste. Bei den Bauten wurden fast ausschließlich Riemchen verwendet. Unter den Bauten sind Mittelsaalhäuser stark vertreten.
Auch die einzelnen Funde sind eng mit der südmesopotamischen Uruk-Kultur verknüpft und bestehen aus den typischen Glockentöpfen, als Massenware produzierter Keramik, Tontafeln mit numerischen Symbolen, Tonbullen und Rollsiegeln. Insbesondere die Darstellungen auf den Rollsiegeln entsprechen südmesopotamischen Motiven.

Keramik im Vorderasiatischen Museum Berlin
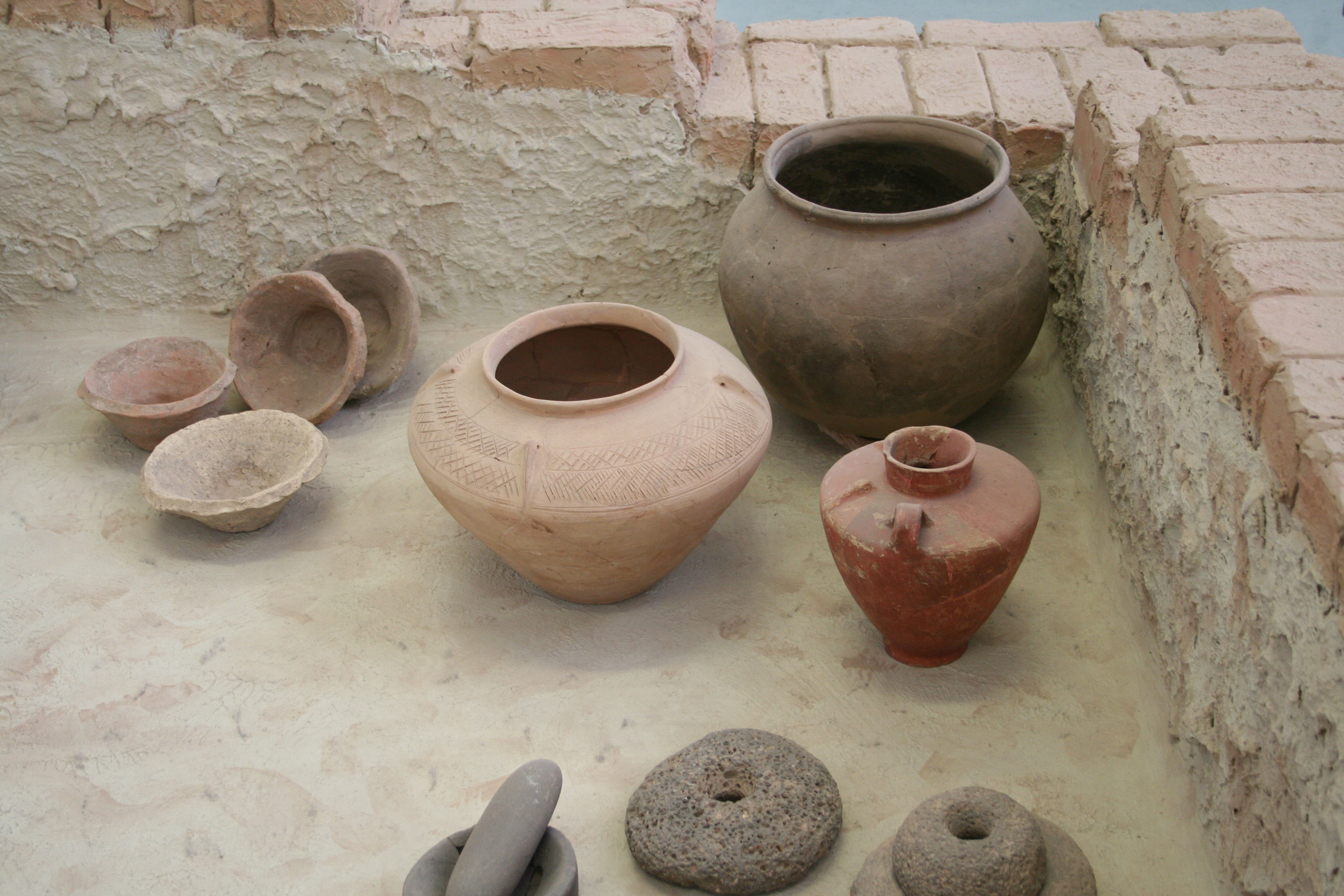
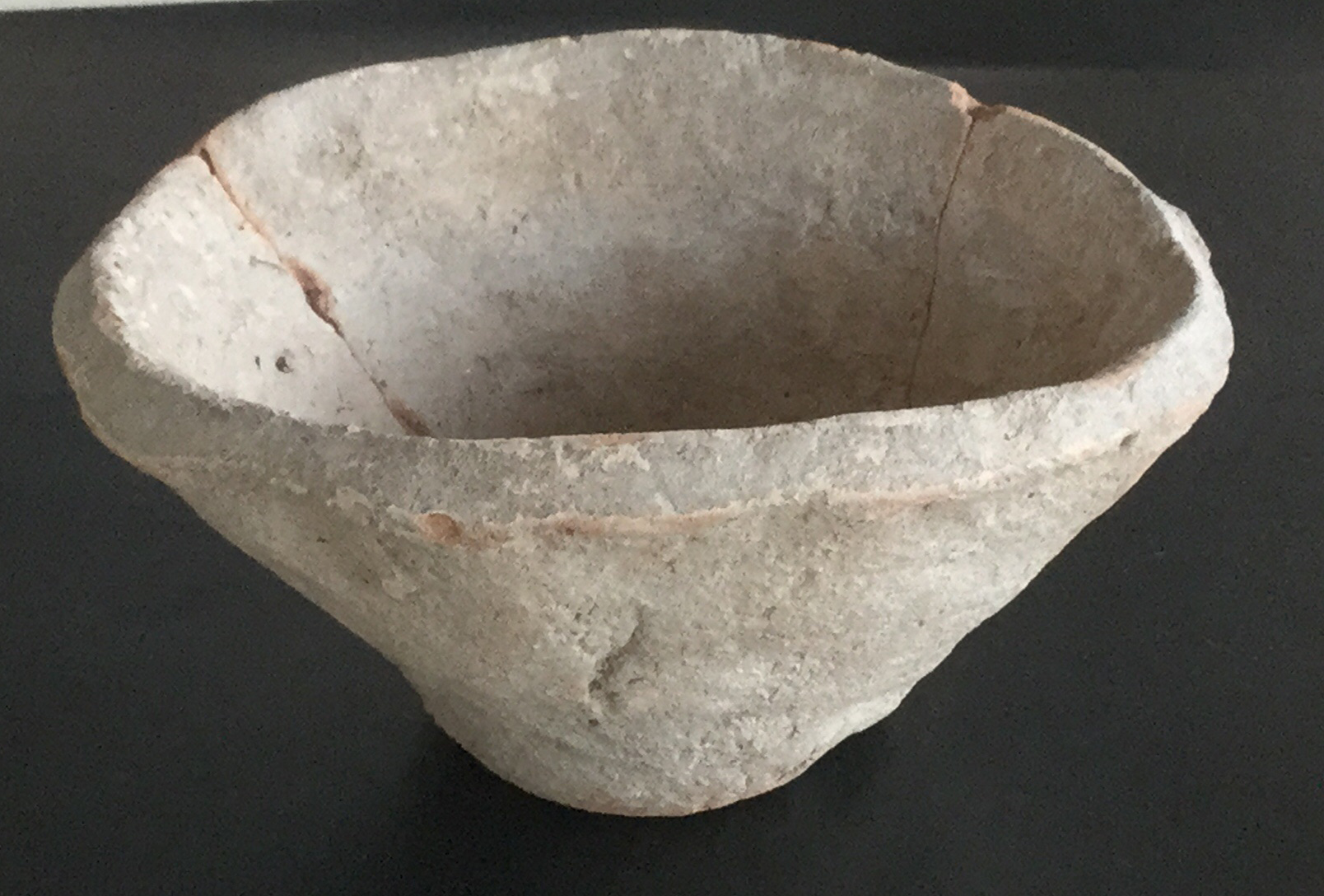
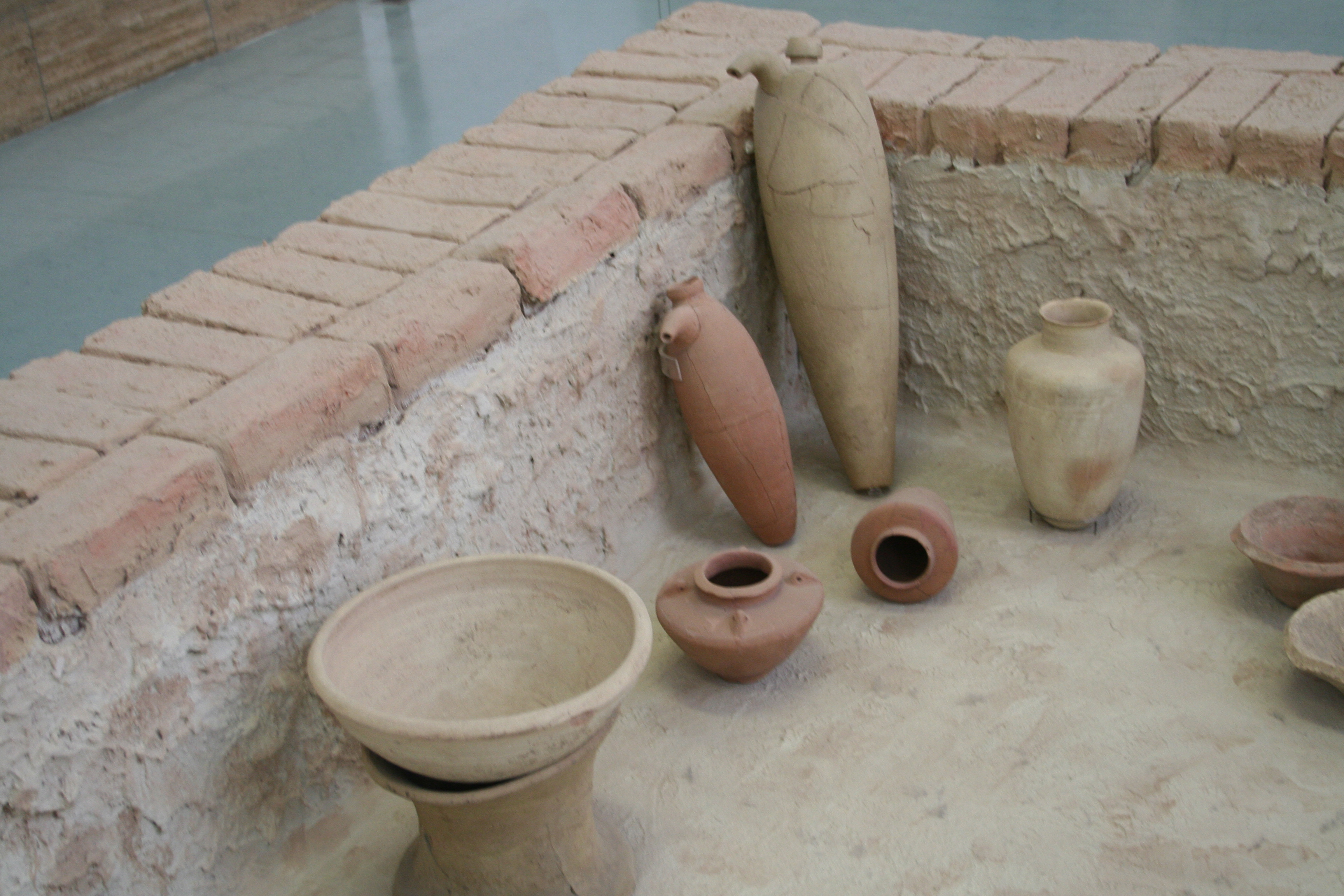

### Tall Qannās
Neben der ausgedehnten Siedlung mit der Fundortbezeichnung Habuba Süd und dem nicht näher untersuchten mittelgroßen Schutthügel Habuba-Tall befand sich innerhalb der Stadtgrenzen auch ein flächenmäßig kleinerer, insgesamt aber höchster Hügel mit dem Namen Tall Qannās, der sich als das Zentrum Habuba Kabiras herausstellte. Dort befand sich Monumentalarchitektur in Mittelsaalbauweise, welche mit dem eigentlich für Südmesopotamien typischen Pfeiler-Nischen-Dektor und mit Tonstift-Mosaiken verziert war.

## Bedeutung
Die Entdeckung Habuba Kabiras machte deutlich, dass sich die Uruk-Kultur, als bis heute erste bekannte urbane Kultur, weit über Südmesopotamien hinaus erstreckte. Dieses Phänomen wird als Uruk-Expansion bezeichnet und ist bis heute Gegenstand archäologischer Forschung und regelmäßig wiederkehrender Debatten. Es wird dabei angenommen, dass die Uruk-Bevölkerung außerhalb ihres Kernlandes Kolonien / Enklaven gründete, um dort ihre wirtschaftlichen Interessen durchzusetzen.
Die Entdeckung des Fundortes Ǧebel Aruda, 8 km von Habuba Kabira entfernt, führte zum Schluss, dass diese Kolonien einer Hierarchie unterstanden, wobei Jebel Aruda das Habuba Kabira zugeordnete Oberzentrum gewesen sei. Diesem hätten auch die später entdeckten Uruk-Kolonien in Tell el-Haji, Mureybet, Hadidi und Scheikh-Hassan unterstehen können.
Weitere Forschungen in Habuba Kabira und seiner Umgebung sind heute nicht mehr möglich, da die gesamte Region durch den ab 1973 aufgestauten Tabqa-Stausee bedeckt ist.